# Franco-Mauriciens
Les Franco-Mauriciens sont un groupe ethnique de Mauriciens blancs d'origine française et parlant le français. Ils représentent entre 4 et 5% de la population de l'île Maurice, où se côtoient différents groupes ethniques: indiens majoritaires (68%) dits indo-mauriciens (descendants des Biharis majoritairement puis suivi des Tamoules, Télougous, Marathis, Gudjaratis, Rajasthanis, Bengalis, Odias, Pendjabis et une petite fraction des Malbars, engagés à partir du milieu du XIXe siècle, etc.) à majorité hindoue (49%) et minorité musulmane (18%); créoles (nommés ainsi à Maurice en tant que descendants d'Africains et de Malgaches métissés) de religion catholique (22%), chinois, dits sino-mauriciens (2%), de religion catholique pour la plupart mais il y en a aussi qui suit le bouddhisme, le taoïsme et le confucianisme.
Parmi les Franco-Mauriciens célèbres, on trouve Joël de Rosnay ou encore Jean-Marie Gustave Le Clézio.

## Les Franco-Mauriciens, une minorité dominante
La politologue spécialiste de la démocratie mauricienne, Catherine Boudet, auteure d'une thèse de doctorat sur l'identité et l'émigration franco-mauricienne en Afrique du Sud, a démontré que le groupe des Franco-Mauriciens, ou Mauriciens blancs d’origine française, possède les caractéristiques d’une minorité ethnique dominante. Descendant des colons français qui ont réalisé le premier peuplement stable de l’île et la mise en valeur de ses terres (1715-1810), la minorité dominante franco-mauricienne a affirmé sa puissance dans le cadre des grands empires coloniaux. Toutefois elle a par la suite, avec la décolonisation, été contrainte de se recomposer et négocier de nouvelles formes de légitimité.
Cette position de domination économique et politique avait été acquise sous la colonisation française de l’île Maurice de 1715 à 1810.  Elle s’est maintenue malgré la colonisation anglaise de l’île en 1810 et les vagues successives d’immigration qui s’en sont ensuivi. Elle se consolide avec l’expansion de la monoculture sucrière à partir de 1825, à la faveur de laquelle le groupe acquiert le monopole du capital sucrier.

### Définition et marqueurs de l'identité franco-mauricienne
L’identité ethnique du groupe s’est formée autour de plusieurs marqueurs ethniques: la langue et la culture française, l’héritage ancestral français, la couleur blanche et la religion catholique. Le nom de «Franco-Mauricien» signale d’ailleurs une pluralité de critères d’identification dans l’identité du groupe et notamment sa double appartenance. Le terme «Franco-Mauricien» avait été formalisé en 1908 sous la plume du publiciste Hervé de Rauville, issu lui-même de ce groupe. Hervé de Rauville entendait par là désigner le groupe d’origine, de langue et de culture françaises et le terme est calqué, dans un rapport à la fois de similitude et d’opposition, sur celui d’«Indo-Mauricien» qui désignait alors à son époque, les Indiens (de confession aussi bien hindoue que musulmane) issus de l'engagisme et qui avaient fait souche dans l’île. Mais si la catégorie «Indo-Mauricien» est officialisée dans les recensements britanniques à partir de 1891, en revanche, celle de «Franco-Mauricien» n’aura jamais d’existence institutionnelle; ce qui n’empêchera pourtant pas le groupe de conserver une identité distinctive.
D’après l’historien Antoine Bullier, peut se définir comme Franco-Mauricien «une personne de souche française née à Maurice ou en Afrique du Sud de parents mauriciens. Cette personne d’ascendance française provient d’une famille venue dans l’île comme marin, officier du roi, négociant. Cette personne (…) est de race blanche et doit être reconnue comme telle par sa communauté». Cette description signale plusieurs marqueurs identitaires entrant en œuvre dans la définition de l’identité ethnique du groupe franco-mauricien: le critère ethno-linguistique (langue et culture françaises); le critère de l’ancestralité (dimension historique de groupe fondateur); un critère racial (la couleur blanche) et enfin, le marqueur religieux (catholicisme). De plus, l’expression «doit être reconnue comme telle par sa communauté» souligne, selon Catherine Boudet, l’importance de l’endo-définition dans le processus d'identification ethnique, avec en particulier le recours à la généalogie pour garantir la traçabilité de la filiation et donc l’appartenance légitime au groupe. C’est ainsi que l’identité du groupe a pu continuer de perdurer malgré l’absence de catégorisation officielle.
L’identité franco-mauricienne avec ses marqueurs ethniques s’est construite dans le temps, en réaction aux différents enjeux auxquels le groupe s’est retrouvé confronté au cours de son histoire. Les critères ethniques de définition du groupe franco-mauricien que sont la langue et la culture française, la couleur blanche et la religion catholique sont devenus par la même occasion des marqueurs de la domination ethnique du fait d’une adéquation entre les caractéristiques du groupe et sa position socio-économique au sommet du système hiérarchique de la plantation, où il a pratiquement monopolisé la possession des usines sucrières et des grandes plantations.

### Ethnogenèse du groupe franco-mauricien
L’ethnogenèse du groupe franco-mauricien est le reflet d’une organisation ethnique des rapports socio-économiques qui ont caractérisé la société mauricienne en particulier sous la période coloniale britannique. Ce processus a suivi les lignes d’évolution de la société insulaire formée à partir de vagues successives d’immigration des différents groupes ethniques. Le groupe franco-mauricien a bâti à l’origine une domination structurelle lors de la période française dans une société alors extrêmement hiérarchisée sur la base de l’esclavage et sa codification par le Code Noir. Par la suite, les recompositions de la société mauricienne dans le temps, en rapport avec les changements dans la domination coloniale et les vagues d’immigration d’autres groupes ethniques, obligent le groupe à des recompositions.
C’est d’ailleurs pour répondre à ces différents enjeux socio-politiques que le groupe a développé et consolidé ses marqueurs identitaires basés sur l’ancestralité française et la mémoire d’un passé de bâtisseurs. Le discours identitaire du groupe franco-mauricien s'appuie sur la revendication d’une antériorité de leur groupe sur le sol de l’île, en tant que primo-arrivants. La qualité de primo-arrivants devient un argument culturel mais aussi politique de légitimation de l’identité ethnique du groupe. Les Franco-Mauriciens vont se servir de ce discours identitaire basé sur la francité et le passé de bâtisseurs primo-arrivants comme un mode de défense de leurs intérêts face au pouvoir colonial britannique et en particulier la revendication de droits spécifiques. La politologue Catherine Boudet a démontré que dans ce processus d’ethnogenèse, l’identité franco-mauricienne apparaît alors comme un mode particulier de gestion de la contradiction historique qui s’est posée au groupe entre les conflits de pouvoir avec la puissance coloniale britannique et les autres groupes émergents d’une part, et d’autre part la nécessité de préserver la relation d’échange avec ces derniers. L'abolition de l'esclavage en 1835 est un des principaux événements de la période à avoir cristallisé l'identité franco-mauricienne dans un processus de revendication envers l’autorité britannique. En effet, les propriétaires d’esclaves en se mobilisant contre la perspective d’une abolition des esclaves sans indemnisation pour les propriétaires, mobilisent une communauté d’identité en s’appuyant sur les référent francophone. Dans cette mobilisation pour une communauté d’intérêts, émerge une communauté d’identité qui contribuera alors à cristalliser une identité franco-mauricienne.
En dépit de son caractère minoritaire (il est estimé à 6 500 personnes soit 3% de la population en 1946 dans le Mauritius Adult Residential Population Census de décembre 1946) le groupe parvient à maintenir voire à renforcer son pouvoir économique durant la colonisation britannique grâce à son monopole de l’industrie sucrière.

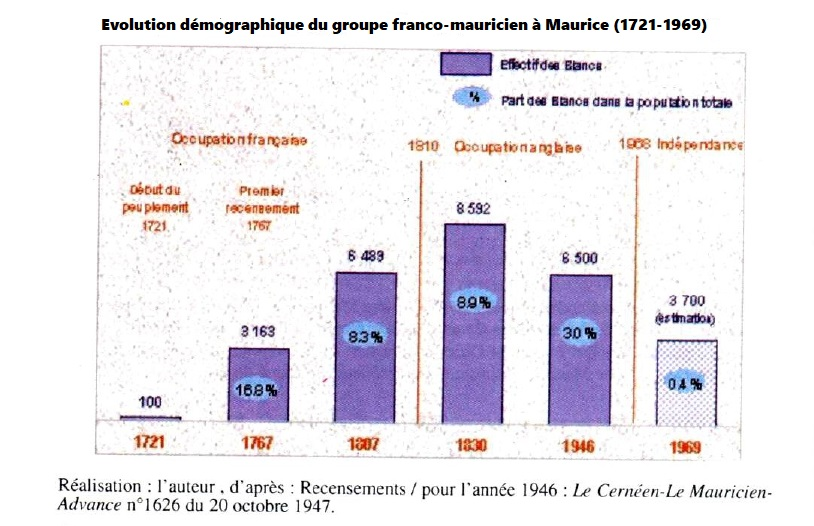
Evolution démographique franco-mauriciens des Franco-Mauriciens à Maurice (1721-1969)

La monoculture sucrière qui s’impose à Maurice lorsque les sucres mauriciens obtiennent en 1825 un accès préférentiel au marché britannique, est un facteur déterminant dans le renforcement de la consolidation du groupe franco-mauricienne en minorité ethnique dominante. En 1830, les Franco-Mauriciens tout en ne représentant que 8,9% de la population de l’île, possèdent 86,6% des terres et 92,5% des terres cultivées en canne à sucre. Cette domination économique du groupe franco-mauricien et donc également ethnique, résulte aussi du fait qu’il maîtrise à son avantage les technologies et les biotechnologies sucrières, ce qui lui permet de monopoliser la production industrielle du sucre et même de s’assurer du soutien logistique et financier de l’Etat colonial pour la recherche sucrière. À tel point que la commission royale d’enquête sur les finances publiques de la colonie (commission Swettenham) de 1909 souligne la concentration excessive des ressources de la colonie dans la seule industrie sucrière. Les conclusions de la commission Swettenham confirment ainsi le caractère dominant de la minorité franco-mauricienne et son emprise sur la gestion non seulement de l’activité économique mais aussi des finances publiques de la colonie.
De plus, grâce à des institutions comme la Chambre d’Agriculture créée en 1853, les Franco-Mauriciens obtiennent la force de lobbying nécessaire pour revendiquer l’introduction du principe électif et s’assurer ainsi une représentation dans le Conseil législatif dès 1886. L’investissement de l’espace politique et l’exercice du pouvoir législatif en dépit de la colonisation britannique permet au groupe de s’organiser en une oligarchie sucrière et ainsi renforcer encore sa position de minorité dominante.

### Recompositions post-indépendance
Avec l’introduction du suffrage universel (1958) et l’indépendance (1968), le groupe franco-mauricien perd le pouvoir politique formel tout en conservant son identité. Le processus de décolonisation (1947-1968) oblige désormais le groupe franco-mauricien à composer avec les autres groupes ethniques au sein d’une démocratie de nature consociative.
L’indépendance (1968) consacre alors une rupture dans le positionnement identitaire franco-mauricien, qui ne peut plus se prévaloir d’une position d’ethnicité dominante. Le groupe met alors en place des stratégies de négociation avec le nouveau pouvoir politique dans l’île, ce qui lui permettra de conserver son pouvoir économique et une relative autonomie dans son secteur traditionnel d'activité.
L’enjeu est désormais de préserver des formules de partage du pouvoir dans la démocratie consociative mauricienne, face notamment à la nouvelle bourgeoisie d’Etat indo-mauricienne composée des descendants des engagés indiens de l’époque coloniale. Après l’indépendance, les Franco-Mauriciens, dans un souci de relégitimer la position du groupe au sein de la nation nouvellement indépendante face aux descendants des groupes issus de l’esclavage et de l’engagisme, procèdent dans leur discours identitaire à une « édulcoration » du passé colonial. Il ne s’agit pas d’effacer la mémoire coloniale, mais de gommer toute connotation hégémonique dans le discours identitaire, pour le dépouiller de ses attributs de domination liés à la mémoire de l’esclavage et de l’engagisme, et ne garder que le coté prestigieux de bâtisseur et de conquête.
L’industrialisation des années 1970, corollaire du processus d'indépendance, en mettant fin au monopole de la monoculture sucrière, achèvent d’ébranler le monopole économique et politique du groupe, qui doit faire face à la concurrence économique et politique des autres communautés. La mise en place d’une démocratie de type consociatif, fondée sur le partage du pouvoir entre élites représentant les différents groupes ethniques, s’accompagne d’une coopération entre la nouveau personnel politique de l’île indépendante, et l’élite économique du groupe franco-mauricien afin d'obtenir une base large pour le développement économique.
Cette situation de fin de monopoles n’affecte pas tous les membres du groupe de la même façon. A ceux qui sont exclus des recompositions économiques, il ne reste que l’émigration comme alternative.